# Umm el-Qaab
Umm el-Qaab (en árabe: أم القعاب) «La madre de las vasijas», nombre dado por la enorme cantidad de fragmentos de cerámica descubiertos en la zona. Está situada cerca de Abidos, y es célebre por la necrópolis que allí se encuentra, descubierta por Émile Amélineau en 1895, con tumbas pertenecientes a gobernantes predinásticos y faraones de la primera y segunda dinastías (c. 3100 - 2700 a. C.)
El lugar fue objeto de gran interés y numerosas expediciones arqueológicas, dirigidas por célebres egiptólogos, tales como: Emile Amelineau, Flinders Petrie, W. Kayser, y G. Dreyer. 
Todas las tumbas fueron horadadas en el suelo pero no se conoce como era la forma de la construcción que las cubría. En este punto hay mucha controversia entre eruditos y han sido propuestas varias hipótesis por F. Petrie, H. Ricke, y G. Reisner, entre otros. 
La idea más factible parece ser la hipótesis propuesta por Jean-Philippe Lauer: una estructura con muros de adobe, levemente inclinados, de unos dos y medio metros de altura, rellenos de arena o grava.

## Tumbas de la necrópolis de Umm el-Qaab

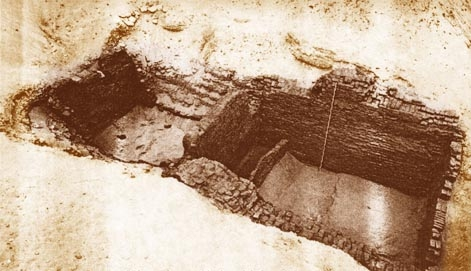
Tumba de Narmer en Umm el-Qaab

| Faraón             | Dinastía | Tumbas    | Comentarios |
| ------------------ | -------- | --------- | ----------- |
| Horus Escorpión I  | 0        | Uj        |             |
| Horus Iry          | 0        | B1 B2     |             |
| Horus Ka           | 0        | B7 B8 B9  |             |
| Horus Escorpión II | 0        | B50       |             |
| Narmer             | I        | B16 B17   |             |
| Aha                | I        | B10-15-19 |             |
| Dyer               | I        | O         |             |
| Dyet               | I        | Z         |             |
| Merytneit          | I        | Y         |             |
| Den                | I        | T         |             |
| Adyib              | I        | X         |             |
| Semerjet           | I        | U         |             |
| Qaa                | I        | Q         |             |
| Peribsen           | II       | P         |             |
| Jasejemuy          | II       | V         |             |

## Listas Reales y datos arqueológicos
Dreyer encontró en el cementerio real de Umm el-Qaab (1985-95) marcas de sellos con los nombres de:
- Narmer, Aha, Dyer, Uadye, Den, Adyib, Semerjet y Qaa, y
- Narmer, Aha, Dyer, Uadye, Den y Meritneith

Los nombres, inscritos en este orden, confirmarán la existencia de estos reyes y el orden sucesorio de los faraones de la dinastía I de Egipto.

## Egipto como cuna de la escritura
Los más antiguos documentos de escritura conocidos los descubrió el equipo, dirigido por Günther Dreyer, del Instituto de Arqueología Alemán. Son un conjunto de 300 vasijas y tablillas de arcilla, encontradas en el enterramiento del soberano predinástico Horus Escorpión I, hallado el año 1997, en Umm el-Qaab, Abidos, datadas mediante carbono 14 de 3400 a 3200 a. C.
Están inscritas con caracteres jeroglíficos, incisos o dibujados con tinta, desvelando una verdadera escritura compuesta de signos fonéticos que informan de los impuestos pagados en especie al rey. Mencionan: aceite, lino... y la correspondiente ciudad, no siendo ya la tradicional escritura ideográfica utilizada durante este periodo.